# Mazara (incrociatore ausiliario)
Il Mazara è stato un incrociatore ausiliario (già dragamine e vedetta foranea) della Regia Marina ed un piroscafo passeggeri italiano. Ha anche servito come posamine per la Kriegsmarine con il nome di Dietrich von Bern.

## Storia
Costruita nel 1934, la nave era in origine un piccolo piroscafo passeggeri da 984 tonnellate di stazza lorda, iscritto al Compartimento marittimo di Trapani con matricola 56 ed appartenente alla Società Italiana di Navigazione a Vapore La Meridionale, con sede a Palermo. L'unità, che poteva raggiungere la velocità di 13,5 nodi, era utilizzata per i collegamenti con gli arcipelaghi della Sicilia.

Il Mazara ormeggiato nel porto di Palermo, durante il servizio come incrociatore ausiliario.

 Circa un mese prima dell'ingresso dell'Italia nella seconda guerra mondiale, il 12 maggio 1940, il Mazara venne requisito dalla Regia Marina ed iscritto nel ruolo del Naviglio ausiliario dello Stato con contrassegno F 45, impiegato come dragamine e vedetta foranea. Il 10 giugno 1940 il Mazara risultava appartenere, quale posamine, al Gruppo Navi Ausiliarie Dipartimentali del Comando Militare Marittimo «Sardegna», con base a La Maddalena.
Derequisita e radiata il 31 luglio 1940, la nave venne nuovamente requisita a Palermo il 18 settembre 1940 ed immediatamente reiscritta nel ruolo del Naviglio ausiliario dello Stato, con caratteristica D 24 ed impiego come incrociatore ausiliario. L'unità fu pertanto dotata di un ridotto armamento, consistente in due cannoni da 76/40 Mod. 1916 R.M. mm ed altrettante mitragliere da 13,2 mm. Altre fonti riportano un armamento più consistente, formato da due cannoni da 76 mm, due mitragliere pesanti da Breda 37/54 mm, otto da 20 mm e quattro da 13,2 mm.
Alle 3.50 del 5 aprile 1943 il Mazara, in navigazione da Trapani a Pantelleria, rimase gravemente danneggiato a seguito dell'urto contro una mina, avvenuto a due miglia per 255° da Scoglio Palumbo.
Riparata e rimessa in condizioni di operare, la nave, tra maggio e luglio 1943, partecipò, insieme ai posamine Durazzo, Buccari, Vieste e Buffoluto, al cacciatorpediniere Ugolino Vivaldi ed ai posamine tedeschi Pommern e Brandenburg, alla posa di 24 campi minati difensivi lungo le coste della Sardegna, per un totale di 4248 mine.
L'incrociatore ausiliario si trovava a Genova nella notte tra il 7 e l'8 agosto 1943, quando la città venne bombardata da 71 velivoli del Bomber Command della Royal Air Force, che sganciarono 169 tonnellate di bombe, provocarono ingenti danni ed un centinaio di vittime civili: nel corso dell'incursione il Mazara venne colpito e nuovamente danneggiato.

La nave fotografata a Trapani il 17 marzo 1941

Il 9 settembre 1943, in seguito alla proclamazione dell'armistizio, la nave venne catturata dalle truppe tedesche: incorporata nella Kriegsmarine, venne trasformata in posamine e ribattezzata Dietrich von Bern, entrando in servizio sotto bandiera tedesca il 2 aprile 1944. 
Insieme al posamine Oldenburg (ex italiano Garigliano), con il quale formava il Gruppo Posamine Italia Occidentale (Minenschiffgruppe «Westitalien»), tra fine maggio ed inizio giugno 1944 il Dietrich von Bern, al comando del capitano di corvetta Lukey, effettuò la posa di tre campi minati tra Genova e La Spezia.
Nella giornata del 12 agosto 1944 e nella notte tra il 12 ed il 13 agosto Genova subì altri due bombardamenti aerei, il primo ad opera di velivoli della 12th USAAF ed il secondo da parte di 59 bombardieri della Royal Air Force (Mediterranean Allied Air Forces), che colpirono il porto (obiettivo prestabilito) e la città, provocando un altro centinaio di vittime civili: nel corso di tali bombardamenti il Dietrich von Bern venne colpito ed affondò nelle acque del porto ligure.
Recuperata nel maggio 1946, la nave venne restituita alla compagnia La Meridionale, riassumendo il nome di Mazara e tornando in servizio come nave passeggeri nel luglio 1947, attiva sulle tratte settimanali Trapani-Lampedusa-Porto Empedocle e Trapani-Pantelleria e sulla decadale Palermo-Trapani.
Nel 1949 le linee di collegamento di competenza della compagnia La Meridionale vennero provvisoriamente assegnate alla Ditta Cirrincione Andrea di Palermo, che ne divenne il regolare assegnatario il 3 gennaio 1951, rilevando dalla Meridionale il Mazara ed i piroscafi Ustica e Lampedusa. Il 1º gennaio 1954 (la concessione della Ditta Cirrincione era infatti scaduta il 31 dicembre 1953) la neocostituita società Si.Re.Na. di Palermo si aggiudicò l'esercizio delle linee verso le Egadi, Pantelleria, Ustica e le Pelagie, rilevando le unità della ditta Cirrincione, tra cui il Mazara. Ormai vetusto, il piroscafo venne venduto per demolizione nel 1964, dopo trent'anni di servizio, e smantellato tra quell'anno ed il 1965.

## Galleria d'immagini

Il Mazara in servizio civile, nel 1950.
La nave a Linosa negli anni ’50.